# Joslain Mayebi
Joslain Leon Mayebi (Douala, 14 ottobre 1986) è un calciatore camerunese, portiere dell'Eding Sport.

## Carriera

### Club
Dopo aver militato per cinque anni tra le riserve del Metz, nel 2008 si trasferisce all'AEK Larnaca. Successivamente milita in vari club israeliani.
Nel gennaio 2011 si trasferisce allo Wrexham, con cui firma un biennale.

### Nazionale
Gioca con la nazionale camerunese le Olimpiadi di Pechino 2008, dove però non scende in campo.